# 이장우 (1871년)
이장우(李章雨, 일본식 이름: 岩村章雨이와무라 쇼우, 1871년 9월 15일 ~ 1944년 1월 16일)은 대한제국의 군인 겸 일제강점기의 관료, 기업인으로, 본적은 경상북도 대구부 하서정이다.

## 생애
1898년 7월 10일부터 7월 11일까지 봉상사 주사로 근무한 경력이 있다. 1899년 7월 30일 대구지방대에서 대한제국 육군 보병 참위로 근무했으며 1903년 3월 21일 진위(鎭衛) 제3연대 제1대대에서 복무했다. 1903년 4월 6일부터 1907년 9월 3일 대한제국 군대 해산 이전까지 육군 보병 부위(副尉)로 복무했다.
1909년 경상농공은행 감사역으로 임명되었으며 대구은행 창립 발기인(1912년 12월)과 대구지주조합 창립위원(1913년 5월), 대구자제단 발기인(1919년 4월 7일)으로 참여했다. 대구은행 감사역(1915년)과 경일은행 감사역(1918년, 1925년 ~ 1927년), 대구주조주식회사 취체역(1919년 10월 3일 ~ 1921년), 대구상업회의소 상무위원(1919년 12월 16일)으로 근무했고 대구부 도시계획 위원회 제6부 위원(1923년 1월 30일)과 대구상업회의소 특별위원(1926년)을 역임했다. 1918년 7월과 1920년 12월 대구부 협의회원으로 선출되었으며 1926년 10월과 1930년 7월 대구소년보호소에 5,000원을 기부했다.
1926년 9월 4일 경상북도 관선 도평의회원으로 선출되었으며 1928년 8월 31일 일본 정부로부터 쇼와 대례 기념장을 받았다. 1933년 11월 보성전문학교 창립 30주년 기념사업회 실행위원을 지냈으며 영남명덕회(嶺南明德會) 대구지부 부지부장(1933년), 조선농회 통상의원(1934년, 1938년 5월 18일), 경상북도농회 부회장(1934년 4월 20일, 1938년 4월 13일), 경북미곡통제연합회 부회장(1936년 11월 18일), 조선나예방협회 평의원(1938년)을 역임했다. 1941년 9월 11일 조선임전보국단 발기인으로 참여했고 1943년 8월 3일부터 1944년 1월 16일까지 조선총독부 중추원 참의를 지냈다.
1933년 3월 조선나예방협회(朝鮮癩豫防協會)에 기금 6,000원을 기부했으며 1933년 10월 19일 그 공로를 인정받아 일본 정부로부터 포상을 받았다. 1936년 5월 대일본무덕회(大日本武德會) 조선지방본부 무덕전(武德殿) 건축비 10,000원을 기부했고 1937년 1월 26일 일본 정부로부터 감수포장(紺綏褒章)을 받았다. 1927년 3월 당시 경상북도 대구공립여자고등보통학교 설립비 4,816원을 기부한 공로를 인정받아 1938년 8월 4일 일본 정부로부터 포상을 받았다.
민족문제연구소의 친일인명사전 수록자 명단의 관료, 중추원 부문, 친일반민족행위진상규명위원회가 발표한 친일반민족행위 705인 명단에 포함되었다.

## 참고 자료
- 친일반민족행위진상규명위원회 (2009). 〈이장우〉. 《친일반민족행위진상규명 보고서 Ⅳ-13》. 서울. 853~861쪽.